# Isole Vergini Americane ai XVII Giochi olimpici invernali
Le Isole Vergini Americane parteciparono ai XVII Giochi olimpici invernali, svoltisi a Lillehammer, in Norvegia, dal 12 al 27 febbraio 1994, con una delegazione di 8 atleti impegnati in due discipline.